# Зграда дечијег дома краљице Марије у Белановици
Зграда дечијег дома краљице Марије у Белановици, насељеном месту на територији општине Љиг, подигла је краљица Марија Карађорђевић из свог Фонда, у периоду од 1939. до 1940. године, за опоравак сиромашне деце Београда. Када је зграда завршена никада није пуштена у рад због почетка рата.

## Период 1945—1961.
Зграда је после рата национализована и добија име „Стеван Марковић Сингер”, по партизанском активисти. У дому су од 1946. до 1961. године боравила деца ратна сирочад, деца душевно оболелих родитеља и деца која се налазе под старатељством. Кроз дом је прошло око 700 деце, од чега је њих 246, о којима су бринули васпитачи, похађали основну школу са осталом децом из Белановице. Децу често посећивала разна хуманитарна удружења пружајући помоћ, па је тако 1948. године боравило 200 деце из Грчке.

## Период 1961—данас
Дом је радио до 1961. године, када је постигнут споразум са тада великим предузећем, београдском конфекцијом „Беко”, око уступања зграде и друге имовине која је конфискована, како би се завршила изградња нове школске зграде и реконструисао водовод.
Конфекција „Беко” је уложио значајна средства у адаптацију одмаралишта за своје раднике и изградњу спортских терена. Временом предузеће је престало да ради и данас се о комплексу нико не стара, тако да грађевине пропадају и ван функције су.